# Thomas Rau (Mediziner)
Thomas Marcus Rau (* 10. April 1950 in Trogen) ist ein Schweizer Arzt und Alternativmediziner. 

## Leben und Ausbildung
Thomas Rau studierte Humanmedizin in Bern. Ende 1976 schloss er sein Studium mit dem medizinischen Staatsexamen ab. 1977 folgte das amerikanische Staatsexamen und er promovierte auf dem Gebiet der Rheumatologie. Studienaufenthalte führten ihn nach Spanien, Frankreich, USA und Deutschland. Danach arbeitete er als Krankenhausarzt in der Inneren Medizin, Intensivmedizin, allg. Chirurgie, Rheumatologie und Pädiatrie. Von 1981 bis 1992 war er in einer Allgemeinpraxis auf dem Lande und nebenbei in einem Drogenrehabilitationszentrum tätig. Er ist verheiratet mit einer Krankenschwester und Ernährungsberaterin und hat vier Kinder.

## Paracelsus-Klinik Lustmühle
Von 1992 bis 2019 war Rau medizinischer Direktor und Teilhaber der privaten Paracelsus-Klinik Lustmühle in Teufen, die 1960 vom Naturarzt Walter Winkelmann gegründet worden war. Bei der Wahl des Namenspatrons der Klinik bediente man sich an einem Mythos der besagt, Paracelsus habe während seiner Wanderjahre auch im Kanton Appenzell praktiziert. Schwerpunkt von Raus Arbeit ist die «alternative Krebstherapie». Als Alleinstellungsmerkmal nennt die Klinik eine Integration von medizinischer mit zahnärztlicher Behandlung im Rahmen der Störfeldtherapie. Aus zahlreichen Bausteinen der Alternativmedizin stellte Rau sich sein Behandlungskonzept zusammen. Zu diesen Bausteinen zählen Frischzellentherapie, Homöopathie und Komplexhomöopathie, Neuraltherapie, Diätetik und F.-X.-Mayr-Kur, Isopathie und Immunbiologie, Meridian-Therapien, Dunkelfeldmikroskopie, Thermoregulationsdiagnostik und Bioenergetische Informationstherapie. Er definierte Krankheit als einen «Verlust der regulatorischen Kapazität» und deren Heilung als die «Wiederherstellung der regulatorischen Kapazität» (unter Anwendung eines «Drei-Säulen-Konzeptes»).

### Freie Heiltätigkeit
Bereits 1871 hatte die Landsgemeinde des Schweizer Kantons Appenzell Ausserrhoden mit grossem Mehr die Annahme eines Gesetzes beschlossen, welches die «freie Heiltätigkeit» für jedermann gestattete. Die Verfassung des Kantons Appenzell Ausserrhoden, in dem die Paracelsus-Klinik Lustmühle liegt, gewährleistet diese «freie Heiltätigkeit» auch heute noch (Artikel 48.6). Sie legt ferner fest, dass «der Kanton die öffentlichen und privaten Einrichtungen des Gesundheitswesens, die Gesundheitsberufe und das Heilmittelwesen beaufsichtigt» (Artikel 48.5). Im Rahmen der «freien Heiltätigkeit» sowie des Heilmittelgesetzes des Bundes regelt die kantonale Fachstelle Heilmittelkontrolle den Bereich der Medikamenten-Herstellung und den Bereich der Medikamenten-Abgabe. Ausserdem ist die Fachstelle Heilmittelkontrolle für die Prüfung und Zulassung von Naturärzten im Kanton zuständig. Der Sonderstatus der «freien Heiltätigkeit» führte dazu, dass der Kanton Appenzell A.Rh. – mit Schwerpunkten in Herisau und in Teufen – zum Kanton der Naturärzte, Dentisten und Naturheilmittelhersteller wurde. Der neben dem Pfarrer Johann Künzle bekannteste Schweizer Naturarzt Alfred Vogel führte ab 1937 in Teufen ein Kurhaus.
Auch die Paracelsus-Klinik Lustmühle in Teufen AR stützt sich auf diesen kantonalen Sonderfall ab. Bei der Auswahl und Vergabe ihrer Heilmittel schöpft sie die liberalen Vorschriften der kantonalen Fachstelle Heilmittelkontrolle weitestgehend aus. Mit dieser Aufgabe wird ein in der Klinik angestellter diplomierter Apotheker beauftragt. Von 2010 bis 2011 war der Deutsche Rudolf Schittenhelm Chefapotheker der Klinik. Anschliessend machte er sich in Teufen mit der Dr. Schittenhelm Pharma GmbH als Hersteller von «Magistralrezepturen» selbständig. «Magistralrezepturen» sind ärztliche Rezepte für Arzneimittel, die für eine bestimmte Person hergestellt werden.
Von 2012 bis Mai 2014 war der in Genf ansässige Malaysier Mike Chan Mehrheitsaktionär und Verwaltungsratspräsident der Klinik. In seiner Genfer Firma Lab Dom war er spezialisiert auf die Herstellung von Medikamenten aus Frischzellen von Schafen. 
Auf Ersuchen des Schweizer Bundesamtes für Gesundheit und der Schweizer Heilmittelbehörde Swissmedic wurden am 24. September 2014 in mehreren Schweizer Kanton Razzien durchgeführt, weil der begründete Verdacht auf Handel mit illegalen Präparaten aus tierischen Zellen bestand. In Teufen AR waren die Paracelsus-Klinik Lustmühle und die Dr. Schittenhelm Pharma GmbH, in Genf die Lab Dom von Mike Chan von diesen Razzien betroffen. Es wurde keine Verbindung zwischen den illegalen Präparaten aus tierischen Frischzellen und der Paracelsus-Klinik Lustmühle nachgewiesen. Die Paracelsus-Klinik Lustmühle distanzierte sich von der Verwendung solcher Präparate sowie von Lab Dom und von Mike Chan.

### Der Fall Sadruddin Aga Khan
Beim Prinzen Sadruddin Aga Khan wurde 1981 eine Krebskrankheit (muizinöses, kolloides Adenokarzinom) diagnostiziert, deren Metastasen in Lunge, Brustbein und Rippen mittels Strahlentherapie und Hormontherapie in Schach gehalten werden konnten. 2001 kam er zum ersten Mal als ambulanter Patient in die Paracelsus-Klinik Lustmühle, um seine Krankheit auch alternativmedizinisch behandeln zu lassen. Vom 12. bis 16. August 2002 erhielt er dort seine letzte Behandlung, wobei ihm mehrere Injektionen im Bereich des Brustbeins verabreicht wurden. Nach seinem Klinikaustritt litt er unter Schmerzen bei der Injektionsstelle und unter Fieber. An seinem Genfer Wohnort wurde eine bakterielle Infektion diagnostiziert. Er flog nach Boston und verstarb dort am 12. Mai 2003 in einer Klinik an den Folgen einer Infektion mit einem Bakterium, das zur Normalbesiedlung der Haut gehört.
Die Familie des Prinzen Sadruddin Aga Khan ging davon aus, dass dieser sich in der Paracelsus-Klinik Lustmühle mit dem todbringenden Keim infiziert habe und reichte am 2. Juli 2003 eine Anzeige gegen deren Chefarzt Thomas Rau bei der Ausserrhoder Gesundheitsdirektion ein. Es kam zu einem jahrelangen Rechtsstreit mit Verwaltungsklagen und Zivilklagen. Der Fall verjährte, bevor es zu einem Urteil kam.
Renato L. Galeazzi, ehemaliger Chefarzt Allgemeine Innere Medizin am Kantonsspital St. Gallen, erstellte Oktober–Dezember 2007 im Auftrag der Ausserrhoder Gesundheitsbehörden ein Gutachten zur Klage der Erbengemeinschaft gegen Chefarzt Rau. Galeazzi kam darin zum Schluss, dass es nicht richtig gewesen sei, «bei der durch eine Strahlentherapie geschwächten Körpergegend die schützende Barriere der Haut repetitiv zu durchbrechen und subkutane Injektionen zu machen». Mit bis zu 90 % Wahrscheinlichkeit seien die Injektionen für die anfängliche Infektion verantwortlich. Es scheine tatsächlich außer Frage zu sein, so Galeazzi, dass der Patient an den Folgen dieser schweren Infektion im Bereich des Brustbeins und des Thorax verstorben sei. Allerdings hätte die Infektion durch eine konsequente, eventuell sogar intravenöse Weiterführung der in Genf begonnenen antibiotischen Therapie mit einer Wahrscheinlichkeit von 50 % in Schach gehalten oder sogar geheilt werden können.

### Chinesische Investoren
Im Sommer 2016 hat der chinesische Pharma- und Healthcare-Milliardenkonzern Huapont die Paracelsus-Klinik Lustmühle zu 70 % übernommen.

## Biomed Center Sonnenberg
Rau ist Hauptinitiator und medizinischer Direktor des 2021 gegründeten Biomed Center Sonnenberg in Schwellbrunn. 2023 wurde bekannt, dass nach zwei Todesfällen gegen Rau und eine weitere Ärztin wegen fahrlässiger Tötung ermittelt wird, die Beschuldigten weisen die Verantwortung von sich.

## Werke
- Biologische Medizin. Die Zukunft des natürlichen Heilens. Fona Verlag, ISBN 978-3-03780-389-9
- Chronisch krank? Heile dich selbst! Das ganzheitliche Ernährungsprogramm. Fona Verlag, ISBN 978-3-03780-392-9
- The Swiss Secret to Optimal Health. Berkley Verlag ISBN 978-0-425-22566-0
- Erfolgsdiät nach Dr Rau. Fona Verlag, ISBN 978-3-03780-552-7
- Wechseljahre beim Mann. DVD Semmelweis Verlag, ISBN 978-3-925524-89-9